# Fridhems kyrka, Uppsala stift
Fridhems kyrka är en kyrkobyggnad i Söderhamns kommun. Den är församlingskyrka i Ljusne församling, Uppsala stift.

## Kyrkobyggnaden
Kyrkan uppfördes åren 1973-1974 efter ritningar av arkitekt Hans Beskow. Byggnaden täcks av ett plant pappklätt tak och har ytterväggar klädda med vitt mexitegel. Kyrkorummet har vita tegelväggar och ett plant tak klätt med omålad plywood. Golvet är täckt med kalksten.
En klockstapel är uppförd 1977 efter ritningar av kyrkans arkitekt.

## Bildgalleri

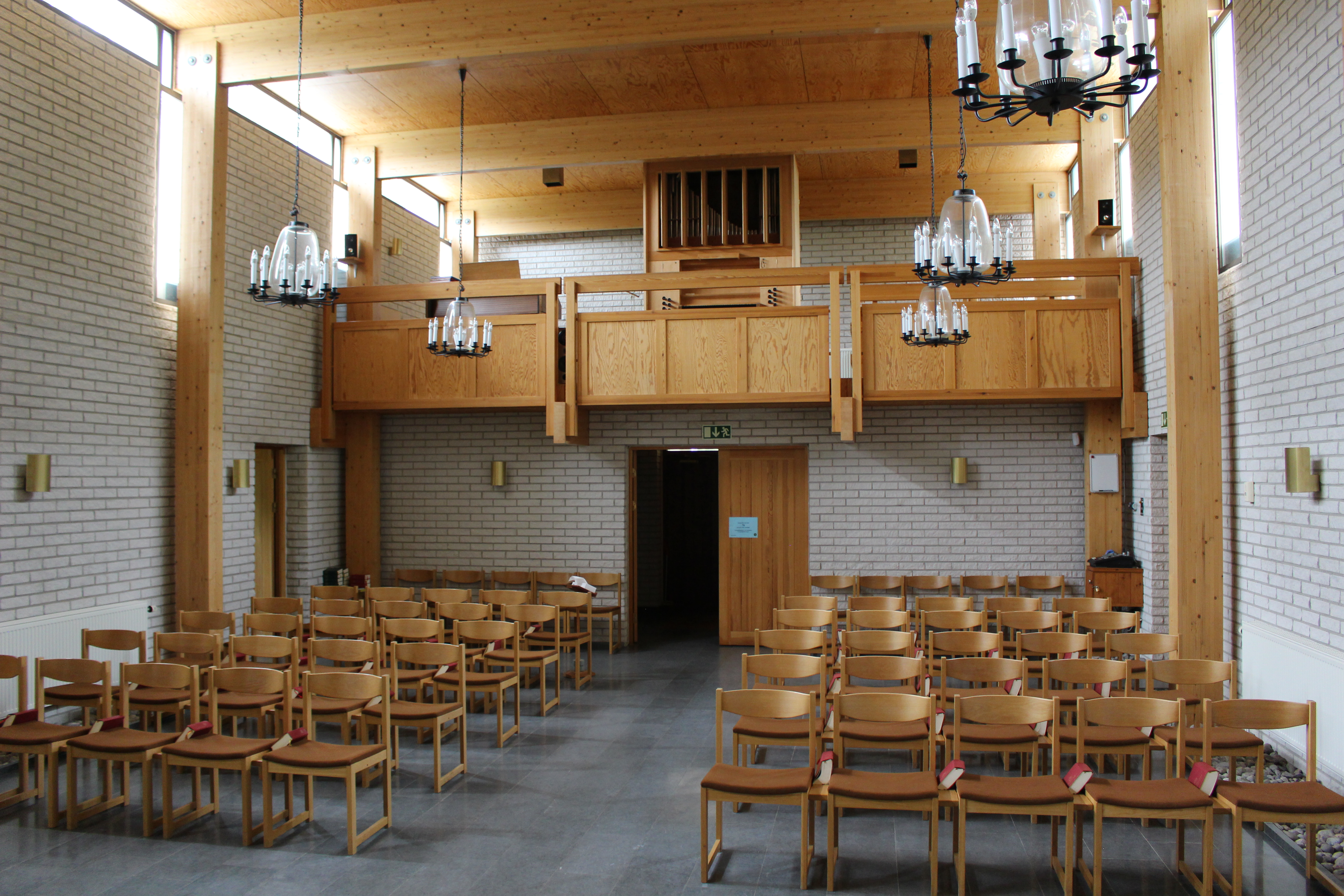
Kyrkorum mot ingång
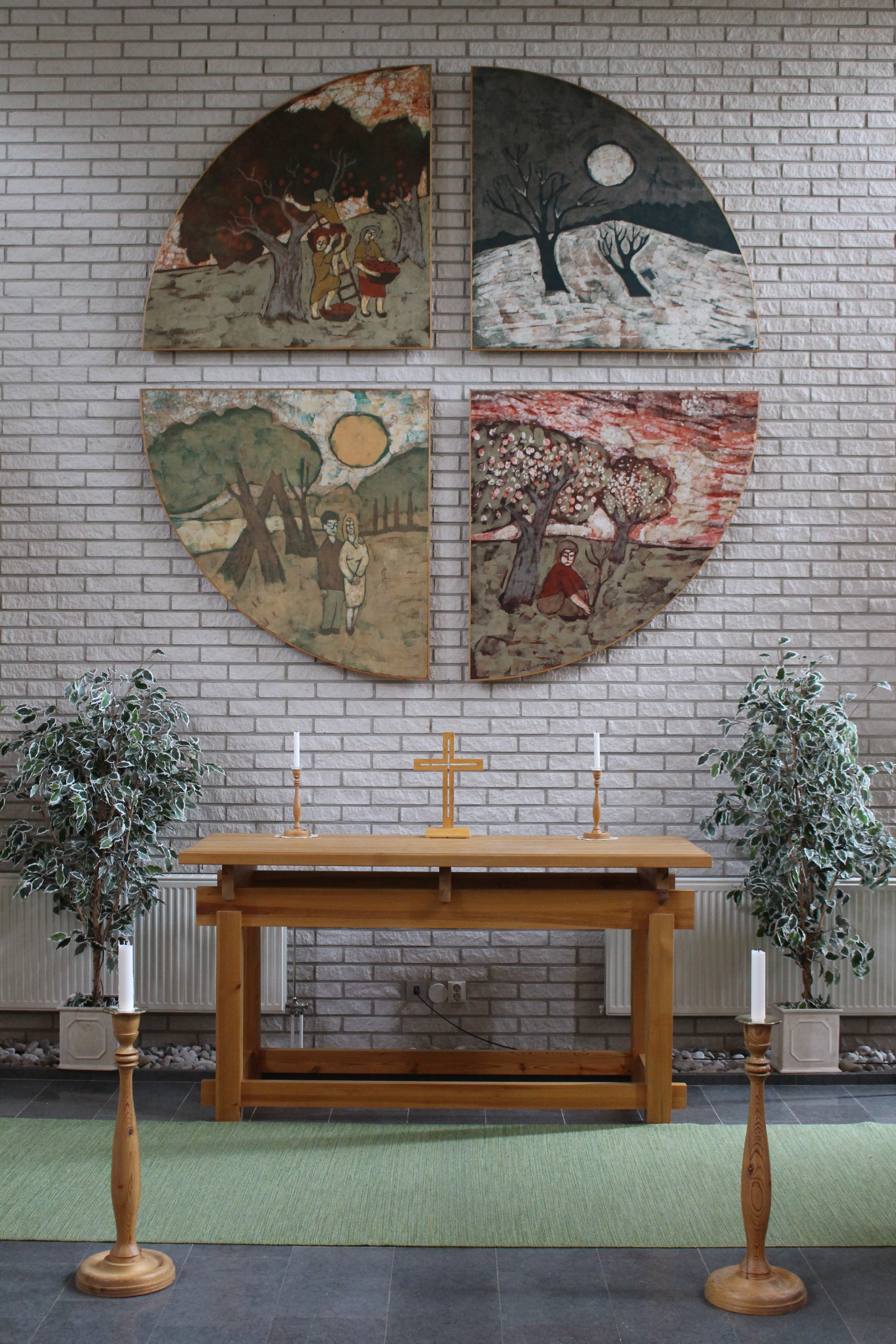
Kor med altare
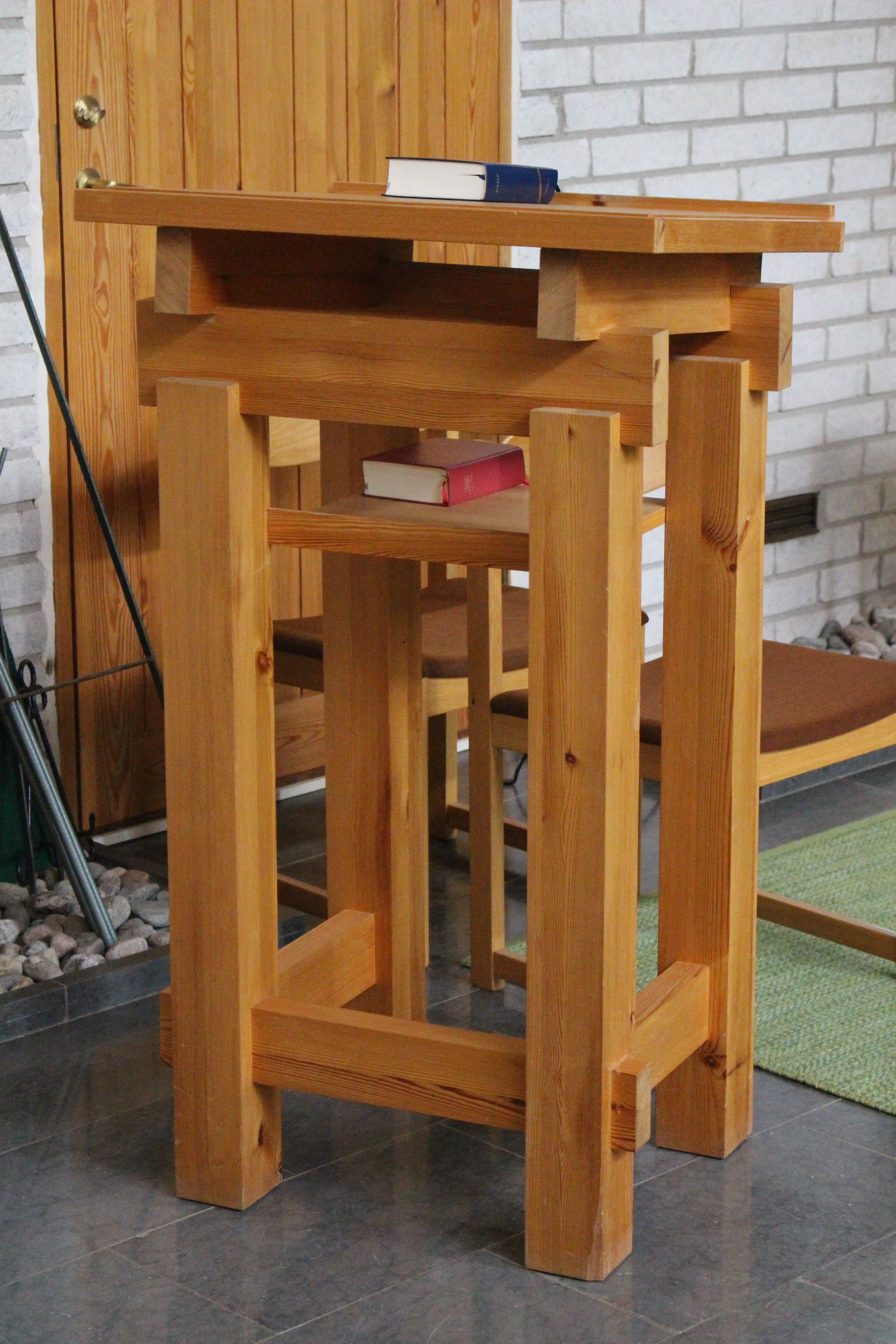
Ambo
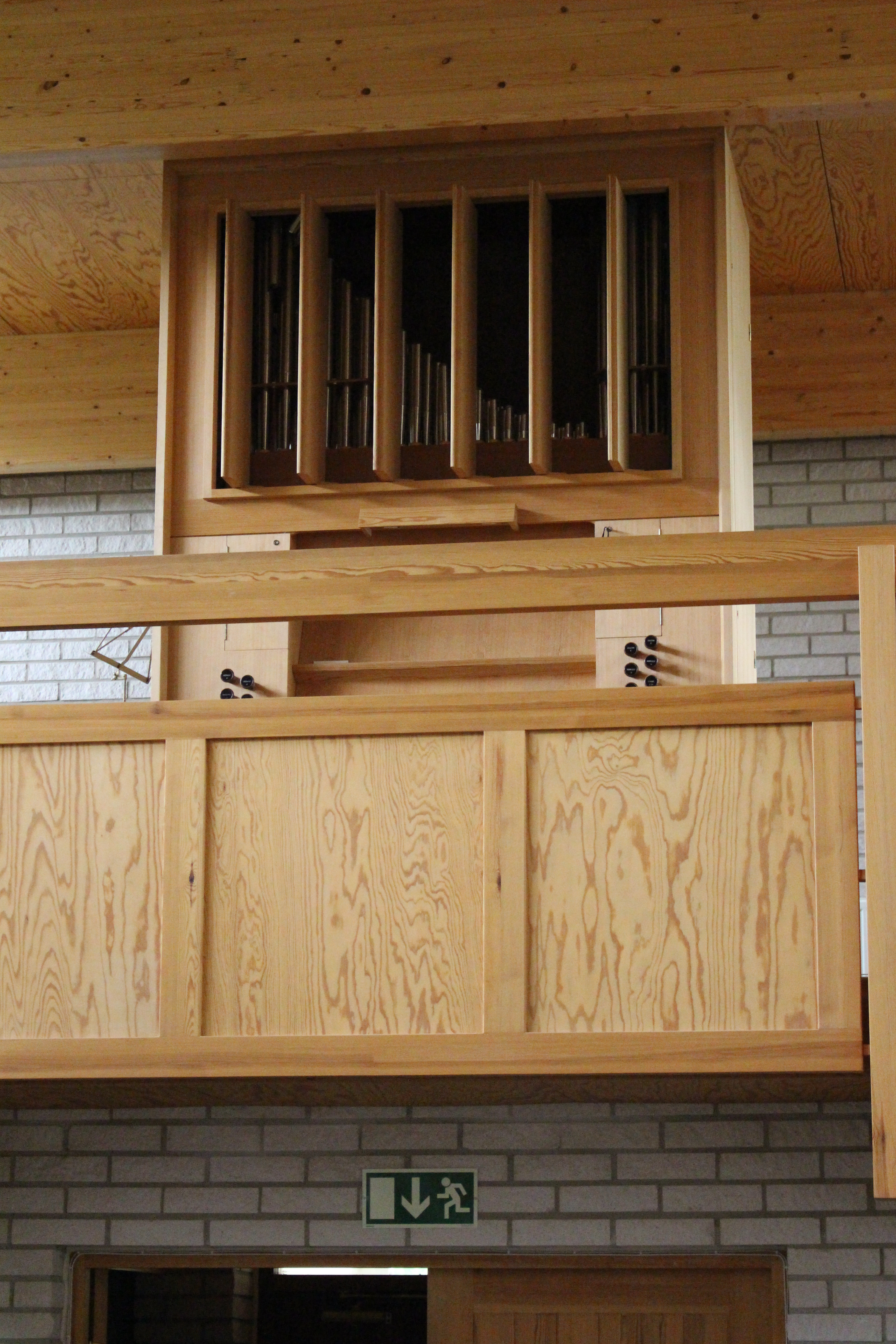
Orgel
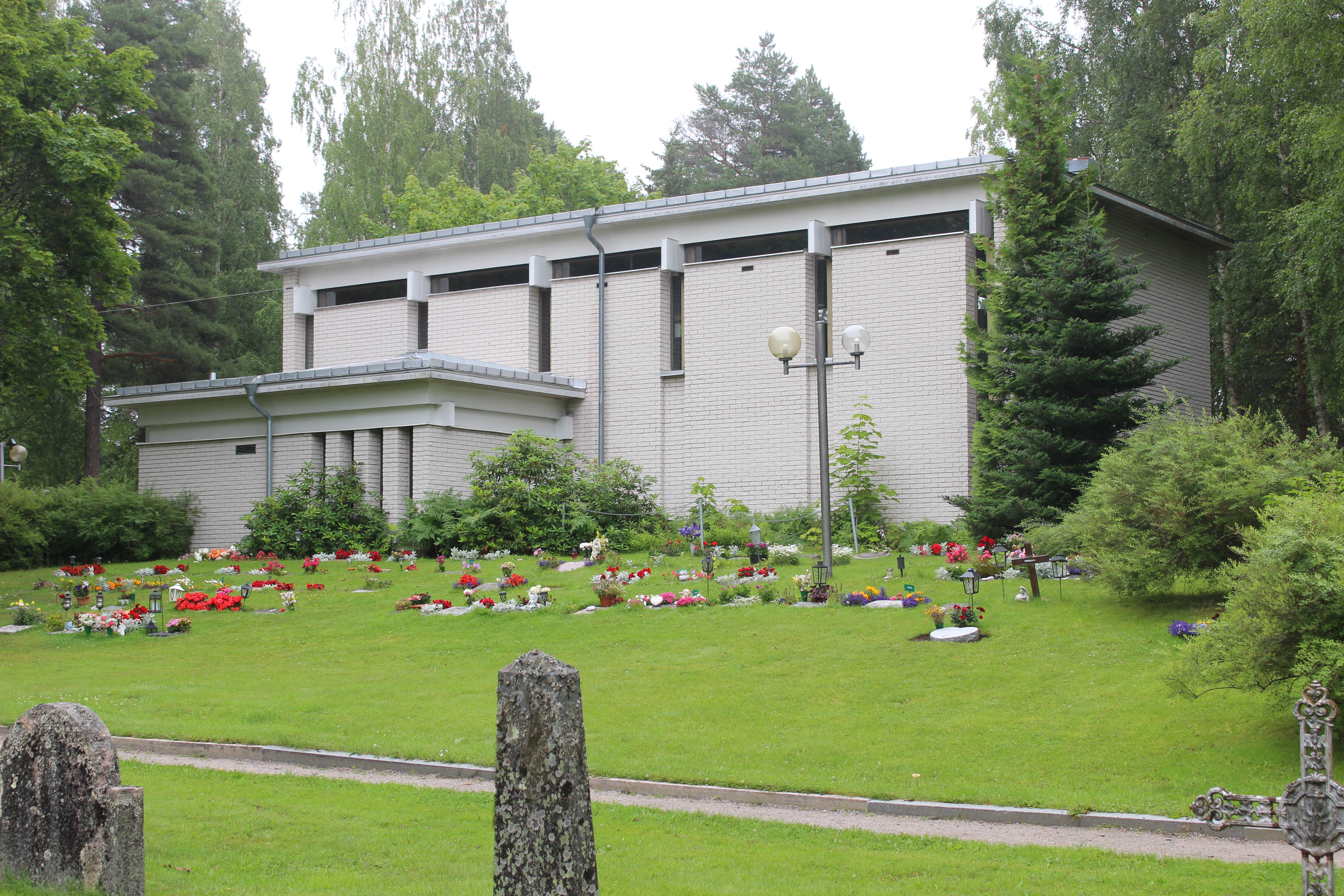
Vy från kyrkogården

## Inventarier
- En altartavla i batik är utförd av Per Ljusberg.

### Orgel
1975 byggde Grönlunds Orgelbyggeri AB, Gammelstad en mekanisk orgel med slejflådor. Orgeln har ett tonomfång på 56/30.
| Manual       | Pedal      | Koppel   |
| Gedackt 8'   | Subbas 16' | Man/Ped. |
| Principal 4' |            |          |
| Rörflöjt 4'  |            |          |
| Waldflöjt 2' |            |          |
| Cymbel II    |            |          |